# 桑德萊克 (密歇根州艾奧斯科縣)
桑德萊克（英語：Sand Lake）是位於美國密歇根州艾奧斯科縣格蘭特鎮區、普萊恩菲爾德鎮區及威爾伯鎮區的一個普查規定居民點。

## 人口
根據2020年美國人口普查的數據，桑德萊克的面積為42.00平方千米，當中陸地面積為38.70平方千米，而水域面積為3.30平方千米。當地共有人口1296人，而人口密度為每平方千米30.86人。